# Казачий Брод
Казачий Брод — село в Адлерском районе муниципального образования «город-курорт» Сочи Краснодарского края. Входит в состав Молдовского сельского округа.

## География
Селение расположено на левом берегу реки Мзымта, в 11 км к северо-востоку от районного центра Адлер и в 38 км к юго-востоку от Центрального Сочи (по дороге). Расстояние до побережья Чёрного моря составляет 14 км.
Граничит с землями населённых пунктов — Высокое на юге, Липники на юго-западе, Галицыно на севере и Ахштырь на противоположенном берегу реки. 
Населённый пункт расположен в предгорной зоне Причерноморского побережья. Рельеф местности в основном холмисто-гористый, с ярко выраженными колебаниями относительных высот. Средние высоты на территории села составляют около 523 метра над уровнем моря. К западу от села возвышается гора Сахарная Головка. 

## Население
| 2002 | 2010  |
| ---- | ----- |
| 1141 | ↗1351 |